# Zavodoukovsk
Zavodoukovsk (in russo Заводоуковск?) è una città della Russia siberiana occidentale, situata nell'omonima oblast'; sorge sul fiume Bol'šoj Uk, 96 chilometri a sudest del capoluogo Tjumen'. È capoluogo dello Zavodoukovskij rajon.
Fondata nel 1729 con il nome di Ukovskaja (in russo Уко́вская?), venne rinominata Zavodoukovskoe nel 1787; ottenne lo status di città solo nel 1960.
Zavodoukovsk è situata sulla linea ferroviaria Tjumen'-Omsk, costruita nella prima parte del XX secolo.

## Società

### Evoluzione demografica
Fonte: mojgorod.ru
| 1939  | 1959  | 1979   | 1989   | 2002   | 2007   |
| ----- | ----- | ------ | ------ | ------ | ------ |
| 6 000 | 8 700 | 21 400 | 25 800 | 25 674 | 24 900 |